# باشگاه فوتبال راپید بخارست
باشگاه فوتبال راپید بخارست (به رومانیایی: Asociația culturală și sportivă CFR) یک باشگاه فوتبال رومانیایی می‌باشد که در بخارست واقع شده است.
این باشگاه در تاریخ ۲۵ ژوئن ۱۹۲۳ بنیان‌گذاری شده است.
راپید بخارست سابقهٔ سه قهرمانی در لیگ دسته اول فوتبال رومانی، سیزده قهرمانی در جام حذفی فوتبال رومانی و چهار قهرمانی در سوپر جام فوتبال رومانی را نیز دارد.

## بازیکنان برجسته
- استفان باربو
- جولیانو اسپاداسیو